# Complimenti ignoranti
Complimenti ignoranti è un singolo del cantautore italiano Daniele Silvestri, pubblicato l'11 gennaio come primo estratto dal nono album in studio La terra sotto i piedi.

## Video musicale
Il videoclip è stato pubblicato il 26 gennaio 2019 sul canale YouTube del cantante.

## Tracce
Testi e musiche di Daniele Silvestri, eccetto dove indicato.
Download digitale
1. Complimenti ignoranti – 4:08

10"
- Lato A

1. Complimenti ignoranti – 4:08

- Lato B

1. Tempi modesti (feat. Davide Shorty) – 6:17 (testo: Daniele Silvestri, Davide Shorty)